# سام سايكس
سام سايكس (بالإنجليزية: Sam Sykes)‏ (11 مايو 1984)؛ روائي أمريكي.